# Morville-en-Beauce
Morville-en-Beauce là một xã trong tỉnh Loiret, vùng Centre-Val de Loire bắc trung bộ nước Pháp. Xã này nằm ở khu vực có độ cao từ 115-134 mét trên mực nước biển.